# Hospital Virgen de la Victoria (Málaga)
El Hospital Universitario Virgen de la Victoria, más conocido como Hospital Clínico es un complejo hospitalario (junto con el Hospital Marítimo de Torremolinos y el Hospital Valle de Guadalhorce de Cártama) público gestionado por el Servicio Andaluz de Salud, ubicado en el distrito de Teatinos de la ciudad española de Málaga. 
Fue inaugurado en 1989 y su nombre está dedicado a la patrona de Málaga, la Virgen de la Victoria.
La Universidad de Málaga es la institución académica afiliada al complejo hospitalario, situado en el Campus Universitario de Teatinos, en el distrito Teatinos-Universidad de la ciudad de Málaga.

## Área de influencia
Dentro del Sistema Sanitario Público de Andalucía está catalogado como Hospital de Especialidades y, además de atender específicamente a la ciudad de Málaga y su área metropolitana, cubre también la atención hospitalaria de toda la provincia.

## Centros asociados

### Hospitales
El complejo sanitario comprende los siguientes hospitales:
- Hospital Universitario Virgen de la Victoria
- Hospital Marítimo de Torremolinos
- Hospital Valle del Guadalhorce

### Centros de consultas externas
- C.P.E. de Marbella
- C.P.E. San José Obrero de Málaga

### Centros de salud mental
- Comunidad Terapéutica de Salud Mental V. de la Victoria 1
- Comunidad Terapéutica de Salud Mental V. de la Victoria 2
- Hospital de Día de Salud Mental V. de la Victoria (El Cónsul)
- Unidad de Hospitalización de Salud Mental V. de la Victoria
- Unidad de Salud Mental Comunitaria Benalmádena (Torrequebrada)
- Unidad de Salud Mental Comunitaria El Cónsul
- Unidad de Salud Mental Comunitaria Estepona
- Unidad de Salud Mental Comunitaria Fuengirola (Las Lagunas)
- Unidad de Salud Mental Comunitaria Málaga-Oeste (Carranque)
- Unidad de Salud Mental Comunitaria Marbella
- Unidad de Salud Mental Comunitaria Puerta Blanca
- Unidad de Salud Mental Comunitaria Valle del Guadalhorce (Estación de Cártama)
- Unidad de Salud Mental Infantojuvenil V. de la Victoria

## Curiosidades
Este hospital da nombre a la estación de Clínico, correspondiente a la línea 1 del Metro de Málaga.